# Pneumatophore
Un pneumatophore (du préfixe grec pneumat- πνεῠμᾰτ-, qui signifie « respiration » et du suffixe grec -phore φορός, qui signifie « porter ») est l'organe d'une plante ou d'un animal aquatique spécialisé pour une interaction avec l'atmosphère.
- En botanique une excroissance aérienne des racines de certains arbres ayant pour fonction les échanges gazeux quand ils sont impossibles pour les racines dans les zones humides.
- En zoologie, il désigne un organe de flottaison chez certains animaux.

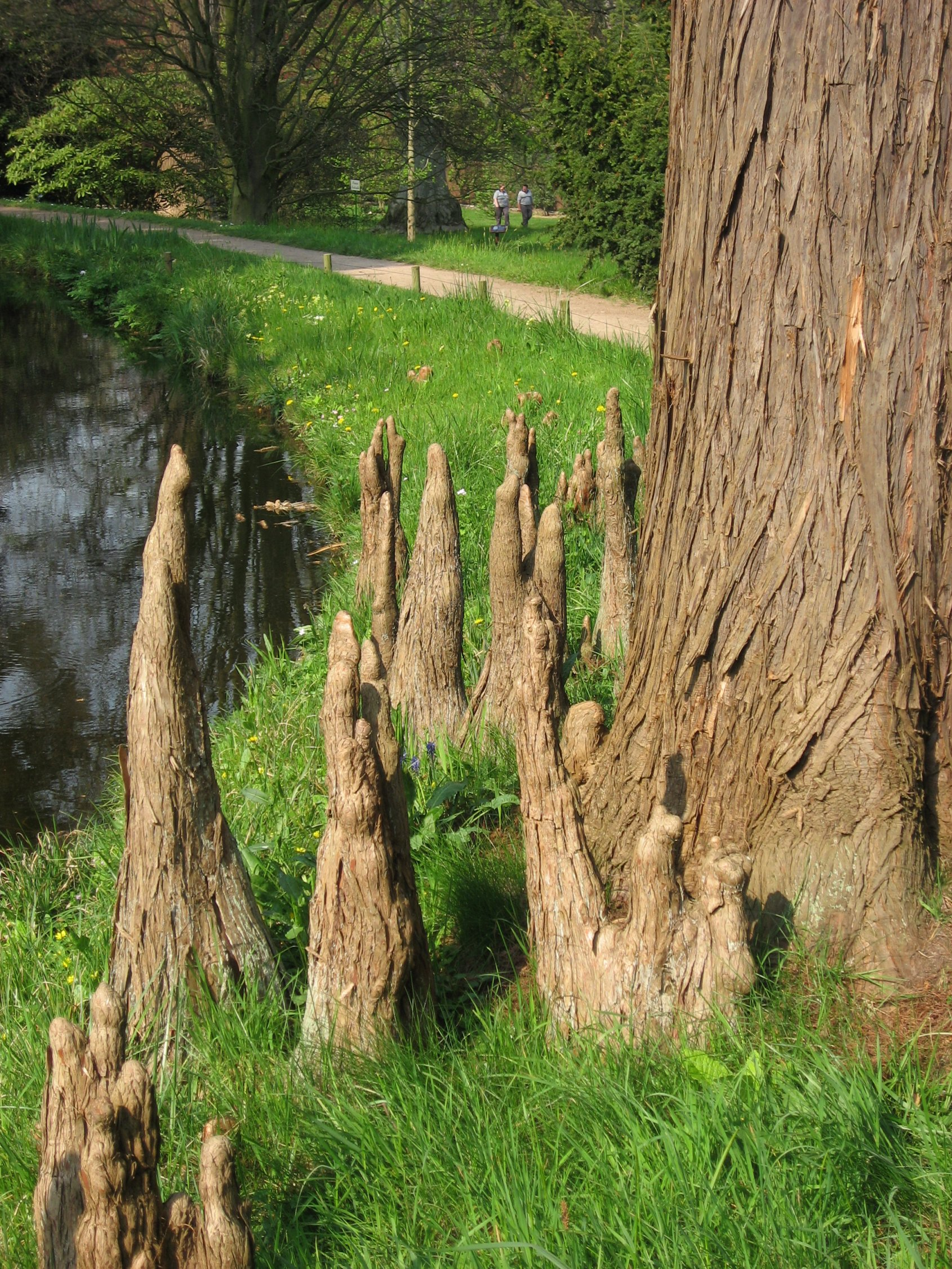
Pneumatophores d’un Taxodium ascendens 'nutans' (Cyprès des étangs).
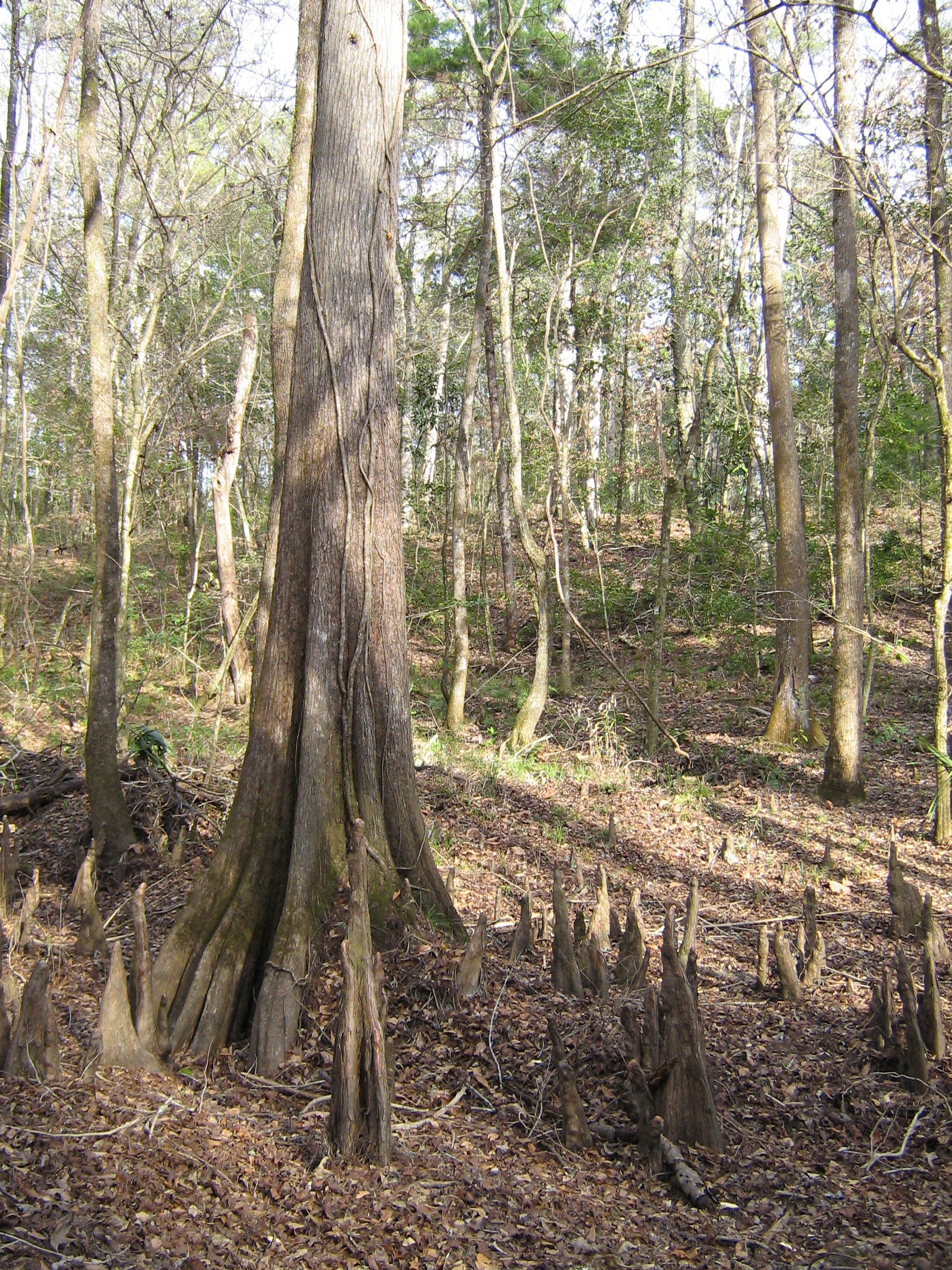
Pneumatophores d’un Cyprès chauve, Taxodium distichum.
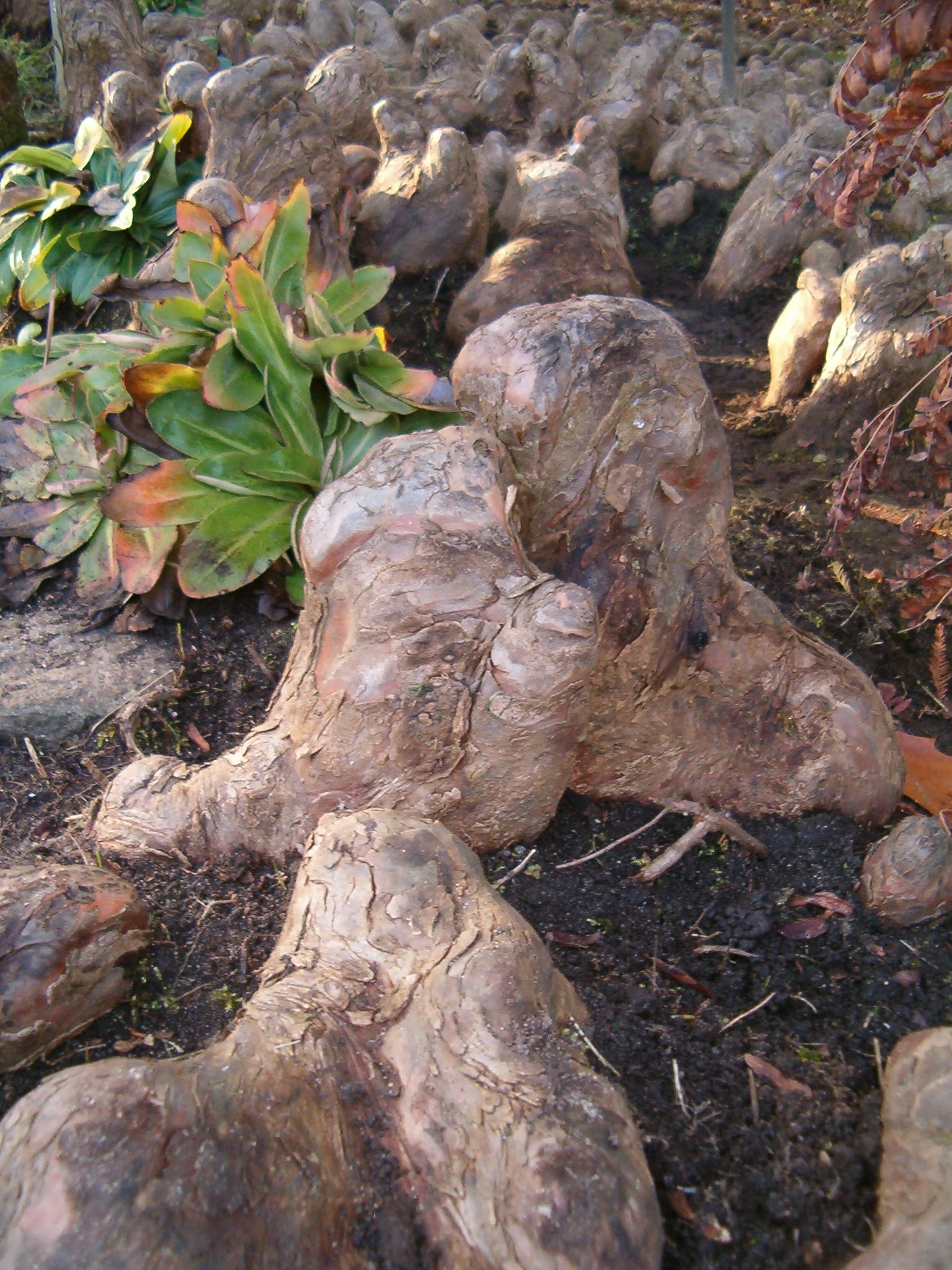
Pneumatophores (rootknees) de Taxodium distichum, jardin botanique de Berlin.
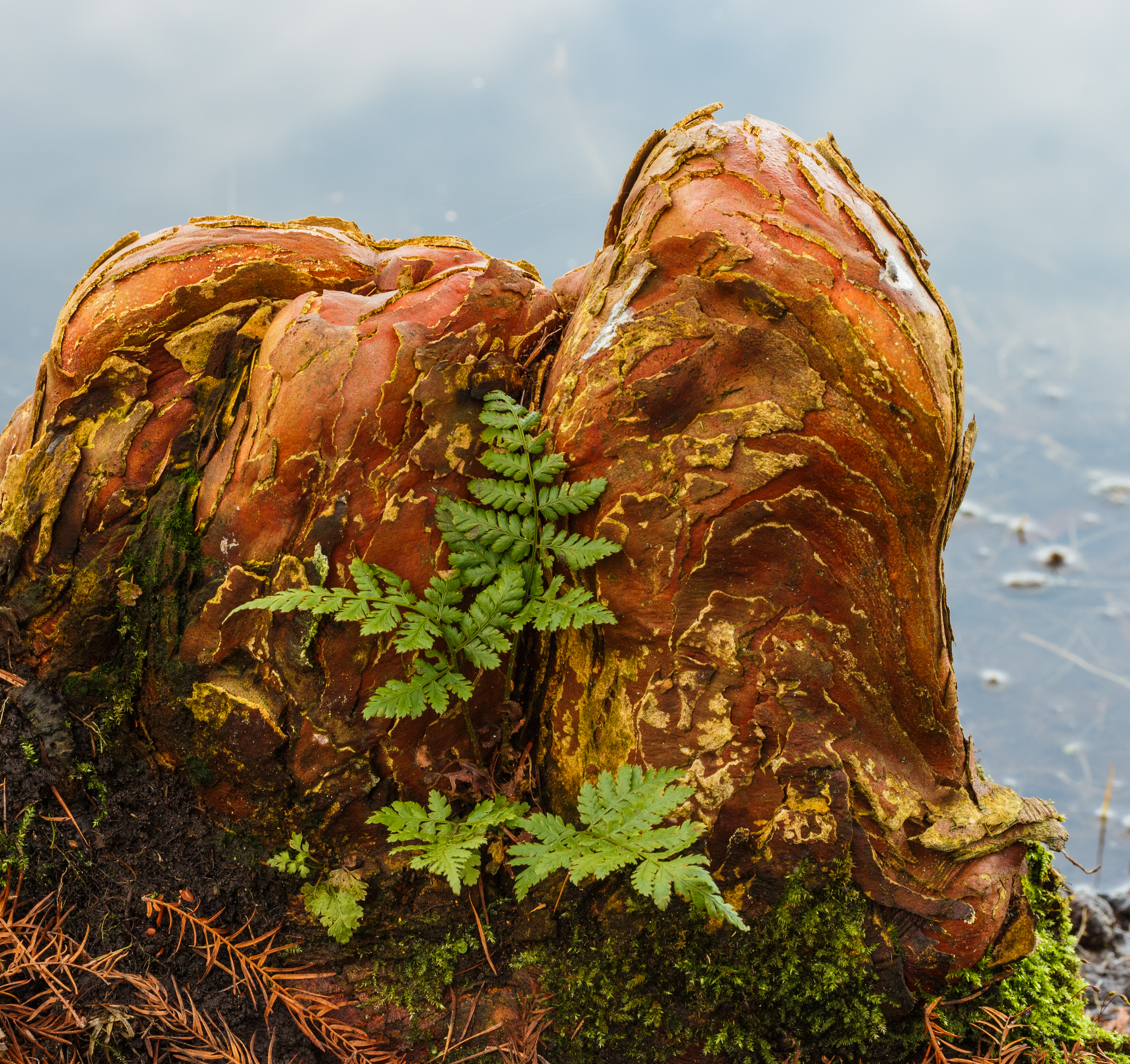
Pneumatophore de Taxodium distichum.
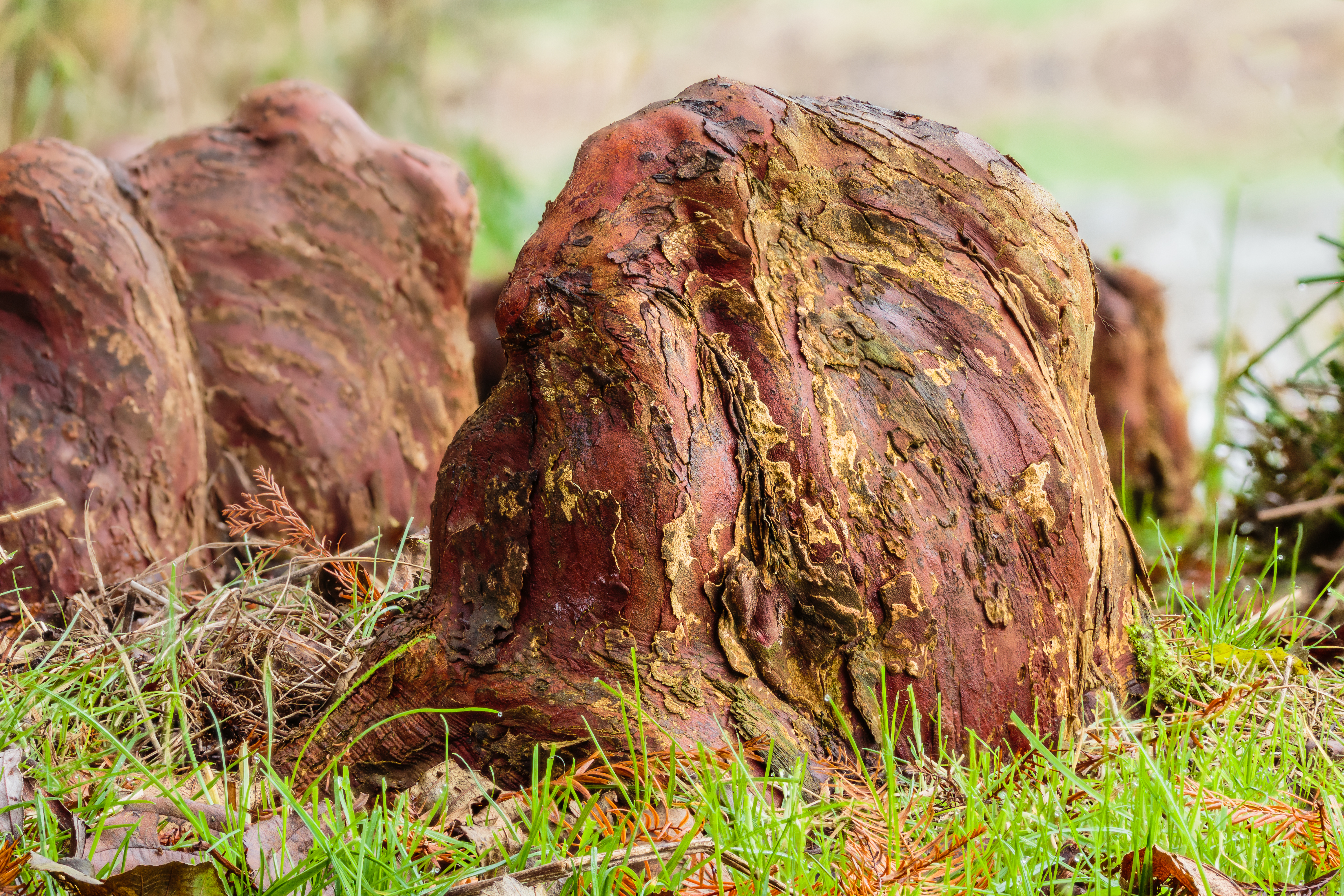
Pneumatophores de Taxodium distichum.

## Botanique
En botanique, c’est une excroissance aérienne des racines de certains arbres vivant dans des zones humides (marais, marécage, mangrove, etc.).
L’excroissance est en arceaux ou verticale (géotropisme négatif), semblable à un tubas. Elle émerge souvent de l'eau.
Leur fonction est probablement d'apporter de l'oxygène aux racines immergées et d'améliorer la fixation de l'arbre dans le sol instable et boueux du marais.
L'apport d'oxygène se ferait notamment à partir des lenticelles qui recouvrent certains pneumatophores. Elles absorbent l'air dans leurs tissus spongieux et les transmettent à la plante par pression osmotique.
Exemples d’arbres produisant des pneumatophores :
- Cyprès chinois des marais (Glyptostrobus pensilis) ;
- Cyprès chauve (Taxodium distichum) ;
- Cyprès des étangs (Taxodium ascendens) ;
- les palétuviers, Avicennia germinans.

La plupart des pneumatophores ne dépassent pas 30 centimètres de haut. Mais ils peuvent parfois atteindre 3 mètres. Il y a quatre types de pneumatophore : échasse, droit, en arceau et en ruban.

## Zoologie
En zoologie, il sert souvent de flotteur, par exemple chez les organismes de l’ordre des Siphonophorae comme la Physalie qui flottent à l’aide d’un pneumatophore.